# Bad Girls (canción de Donna Summer)
«Bad Girls» (español: Chicas malas) es el segundo sencillo del álbum homónimo de la cantante Donna Summer, lanzado en 1979.
Coescrita por Summer con los integrantes del grupo Brooklyn Dreams, la inspiración para que la escribiera se produjo después de que una de sus asistentas se sintiera ofendida por un oficial de policía que pensó que era una prostituta de la calle. 
Una versión en bruto de la canción había sido originalmente escrita un par de años antes de su lanzamiento. Neil Bogart, al enterarse de esto, quería que Donna le diera la canción a Cher para su próximo álbum. Summer se negó y la guardó durante un par de años.
Alcanzó la cima de las listas Billboard Hot 100, Hot Dance Club Play y Hot R&B Songs de los Estados Unidos convirtiéndose simultáneamente, junto con "Hot Stuff", en su sencillo más exitoso. 
La canción obtuvo la certificación de disco de platino, entregada por la Recording Industry Association of America (RIAA) en los Estados Unidos.
"Bad Girls" fue nominada a Sencillo Pop/Rock Favorito, y ganó como Artista Femenina Favorita de Pop/Rock, en los American Music Awards de 1980. Summer también fue nominada para el Premio Grammy a la Mejor Grabación Disco en la 22.ª edición de los Premios Grammy.

## Posicionamiento en listas y certificaciones
| Lista (1979)                           | Mejor posición |
| -------------------------------------- | -------------- |
| Alemania (Offizielle Deutsche Charts)  | 9              |
| Australia (Kent Music Report)          | 14             |
| Austria (Ö3 Austria Top 40)            | 23             |
| Bélgica (Flandes) (Ultratop 50)        | 5              |
| Canadá (RPM Top Singles)               | 1              |
| Estados Unidos (Billboard Hot 100)     | 1              |
| Estados Unidos (Hot Dance Club Songs)  | 1              |
| Estados Unidos (Hot R&B/Hip-Hop Songs) | 1              |
| Francia (SNEP)                         | 17             |
| Irlanda (IRMA)                         | 23             |
| Italia (FIMI)                          | 17             |
| Noruega (VG-lista)                     | 8              |
| Nueva Zelanda (Recorded Music NZ)      | 6              |
| Países Bajos (Dutch Top 40)            | 7              |
| Reino Unido (UK Singles Chart)         | 14             |
| Suecia (Sverigetopplistan)             | 13             |
| Suiza (Schweizer Hitparade)            | 5              |

| País           | Organismo certificador | Certificación    | Ventas    | Ref.   |
| -------------- | ---------------------- | ---------------- | --------- | ------ |
| Canadá         | CRIA                   | Disco de Platino | 10 000    | [ 21 ] |
| Estados Unidos | RIAA                   | Disco de Platino | 2 000 000 | [ 2 ]  |

### Sucesión en listas
| Anterior: «Ring My Bell» de Anita Ward | Billboard Hot 100 — Sencillo Nro 1 14 de julio de 1979 — 11 de agosto de 1979 | Siguiente: «Good Times» de Chic                    |
| Anterior: «Ring My Bell» de Anita Ward | RPM Top Singles — Sencillo Nro 1 11 de agosto de 1979 — 18 de agosto de 1979  | Siguiente: «Born to Be Alive» de Patrick Hernández |